# Colby Minifie
Colby Minifie, född 31 januari 1992 i New York, är en amerikansk skådespelare.
Efter sin examen vid City University i New York år 2014 spelade hon teater vid National Dance Institute under fyra år. Hon har därefter bland annat medverkat i Fear the Walking Dead och The Boys där hon spelar  Ashley Barrett en av huvudrollerna.

## Filmografi (i urval)
- 2019–2021 – Fear the Walking Dead (TV-serie)
- 2019–2024 – The Boys (TV-serie)